# Fritz Albert Lipmann
Fritz Albert Lipmann (Königsberg, 12 de junho de 1899 — Poughkeepsie, 24 de julho de 1986) foi um bioquímico estadunidense, nascido na Alemanha e um co-descobridor em 1945 de coenzima A. Por isso, juntamente com outras pesquisas sobre a coenzima A, recebeu o Prêmio Nobel de Fisiologia ou Medicina em 1953 (compartilhado com Hans Adolf Krebs).

## Juventude e educação
Lipmann nasceu em Königsberg, Alemanha, em uma família judia. Seus pais eram Gertrud (Lachmanski) e Leopold Lipmann, um advogado.
Lipmann estudou medicina na Universidade de Königsberg, Berlim e Munique, graduando-se em Berlim em 1924. Ele voltou a Königsberg para estudar química com o professor Hans Meerwein. Em 1926 ele se juntou a Otto Meyerhof no Instituto Kaiser Wilhelm de Biologia, Berlim, para sua tese de doutorado. Depois disso, ele seguiu Meyerhof para Heidelberg para o Instituto Kaiser Wilhelm de Pesquisa Médica.

## Carreira
A partir de 1939, Lipmann viveu e trabalhou nos Estados Unidos. Ele foi um Pesquisador Associado no Departamento de Bioquímica, Cornell University Medical College, Nova York de 1939 a 1941. Ele se juntou à equipe de pesquisa do Massachusetts General Hospital em Boston em 1941, primeiro como Pesquisador Associado no Departamento de Cirurgia, depois chefiando seu próprio grupo no Laboratório de Pesquisa Bioquímica do hospital. De 1949 a 1957 ele foi professor de química biológica na Harvard Medical School. De 1957 em diante, ele ensinou e conduziu pesquisas na Rockefeller University, em Nova York.
Em 1953, Lipmann recebeu metade do Prêmio Nobel de Fisiologia e Medicina "por sua descoberta da coenzima A e sua importância para o metabolismo intermediário". A outra metade do prêmio foi conquistada por Hans Adolf Krebs. Lipmann foi premiado com a Medalha Nacional de Ciências em 1966. Ele tentaria mergulhar ainda mais em sua descoberta ao encontrar uma variante da coenzima A, agora conhecida como Pantetina.
Lipmann introduziu a designação de rabisco específico (~) para indicar fosfato rico em energia em biomoléculas ricas em energia como o ATP em seu ensaio "Geração metabólica e utilização de energia de ligação de fosfato". Sobre seu trabalho, ele disse "que no campo da biossíntese temos um raro exemplo de progresso que leva à simplificação".

## Vida pessoal
Em 1931, Lipmann casou-se com Elfreda M. Hall. Eles tiveram um filho. Lipmann morreu em Nova York em 1986. Sua viúva morreu em 2008 com 101 anos de idade.